# ان‌پی‌او تکنوماش
ان‌پی‌او تکنوماش (روسی: НПО «Техномаш») شرکت هوافضای روسیه است، که در سال ۱۹۳۸ تأسیس شد.